# Нежный проходимец
«Нежный проходимец» — франко-итальянский кинофильм, комедия.

## Сюжет
Работник автосалона и прирождённый ловелас и авантюрист Тони Марешаль (Жан-Поль Бельмондо) любит заводить знакомства с состоятельными женщинами. В этом ему помогает его друг Боб (Жан-Пьер Марьель), который пристаёт к дамам на улице, давая возможность Тони защитить их от наглеца и завязать с ними знакомство. Предложив подвезти очередную случайную знакомую, Тони усаживает её в шикарный автомобиль, взятый на время в салоне, и разыгрывает из себя молодого преуспевающего человека из высших слоёв. Однажды, в очередной раз разыгрывая этот спектакль, он разбивает автомобиль и лишается работы, а с ней и крыши над головой — жилого фургона, принадлежащего автосалону. Оставшись на улице с пустыми карманами, Тони вспоминает о своей старой знакомой, владелице магазина, и отправляется к ней. Придумав на ходу историю о своей тяжёлой болезни, он остаётся у неё и на следующий день, обзаведясь от неё деньгами, отправляется на скачки. Там он знакомится с Мюриель, любовницей владельца трикотажной фабрики Биби Дюмонсо (Филипп Нуаре), и следующую ночь проводит в её апартаментах. Наутро к ней неожиданно заявляется Биби, чтобы подарить ей шикарный кабриолет, на котором она должна отправиться в свой загородный домик в горах в отпуск. Тони выдаёт себя за кузена Мюриель, а Биби сообщает ей, что не сможет поехать с ней в горы, поскольку едет туда с женой, и просит Тони сопровождать её. В горах пары как бы неожиданно встречаются, и Тони очаровывает мадам Дюмонсо, заставляя Мюриэль ревновать. Через некоторое время обе дамы готовы расстаться из-за него с Биби Дюмонсо, но Тони они уже не интересуют, он заметил рыбу покрупнее — баронессу Минну фон Штрассхофер, которая тоже положила на него глаз и предложила ему отправиться с ней и её друзьями на Таити. На её яхте Тони начинает флиртовать с богатой наследницей Вероник, из-за чего ревнивая баронесса высаживает его и Боба на Таити. Но Тони не очень переживает, ведь Вероник тоже остаётся на острове и к тому же, кажется, неравнодушна к нему. Неподалёку находится небольшой остров Татахуо Рао, который Вероник должна унаследовать у своего дяди. Но, как оказалось, остров не представляет никакой ценности. Случайно в пивной Тони знакомится с бродягой, который будучи богатым предпринимателем двадцать лет назад прибыл на остров, чтобы найти крупное месторождение марганца, но так и не добрался до него, со временем разорившись. По его словам, месторождение находится на острове Татахуо Рао и сулит огромную прибыль. Тони тут же отправляется с этой новостью к Вероник и предлагает ей выгодно продать месторождение. Быстро найдя покупателя и получив от него чек на 90 миллионов на имя Вероник Дюваль, Тони везёт его на остров, где они тщетно пытаются обнаружить марганец. Вдруг на остров высаживается подразделение военных и командир сообщает им, что остров с 1880 года является собственностью армии и используется в качестве полигона. А Вероник, получив деньги, вместе с «бродягой», оказавшимся её отцом, кружит в это время над островом на своём личном самолёте. Так, став жертвой мошенников, Тони остаётся ни с чем и, не теряя оптимизма, вынужден отправиться с приятелем Бобом во Францию. В Париже он пытается напомнить о себе своей старой знакомой, владелице магазина, но попадает под колёса «Роллс-ройса», принадлежащего богатой даме, которая, конечно же, берётся опекать молодого человека. В финале Тони Марешаль бежит по бульвару к Триумфальной арке и от неё с криком «Надоело!...».

## В ролях
- Жан-Поль Бельмондо — Тони Марешаль
- Надя Тиллер — Минна фон Страссхофер, баронесса
- Жан-Пьер Марьель — Боб
- Роберт Морли — лорд Свифт
- Женевьева Паж — Беатрис
- Марсель Дарио — отец Вероник
- Мишлин Дакс — Марджори
- Мишель Жирардон — девушка из Рица
- Филипп Нуаре — Биби Дюмонсо, владелец трикотажной фабрики
- Мария Паком — Жермен
- Петер Карстен — Отто Хайнц, капитан яхты
- Эллен Баль — Жозетт
- Пьер Торнад — эпизод
- Раймон Мёнье — эпизод
- Поль Мерси — месье Понсе
- Арманде Наварре — эпизод
- Пола Деэлли — эпизод
- Ойа Кодар — Эрика (в титрах Ольга Палинка)
- Жан Озенн — эпизод
- Леруа Эйн — эпизод
- Дуглас Рид — эпизод
- Иван Десни — эпизод
- Милен Демонжо — Мюриель
- Стефания Сандрелли — Вероник
- Доминик Зарди — эпизод
- Амаранда — Морисетт
- Джеральдина Линтон — эпизод
- Морис Озель — эпизод (нет в титрах)
- Жаки Бланшо — эпизод (нет в титрах)
- Марк Делниц — эпизод (нет в титрах)
- Пьер Дункан — эпизод (нет в титрах)
- Пьер Лепру — эпизод (нет в титрах)
- Андре Руйе — эпизод (нет в титрах)
- Элизабет Тейсье — эпизод (нет в титрах)
- Виржини Виньон — эпизод (нет в титрах)